# Pori
Pori (Zweeds: Björneborg) is een gemeente en stad in de Finse provincie West-Finland en in de Finse regio Satakunta. De gemeente heeft een landoppervlakte van 1.156,16 km² en telt 83.205 inwoners (2022).

## Geschiedenis

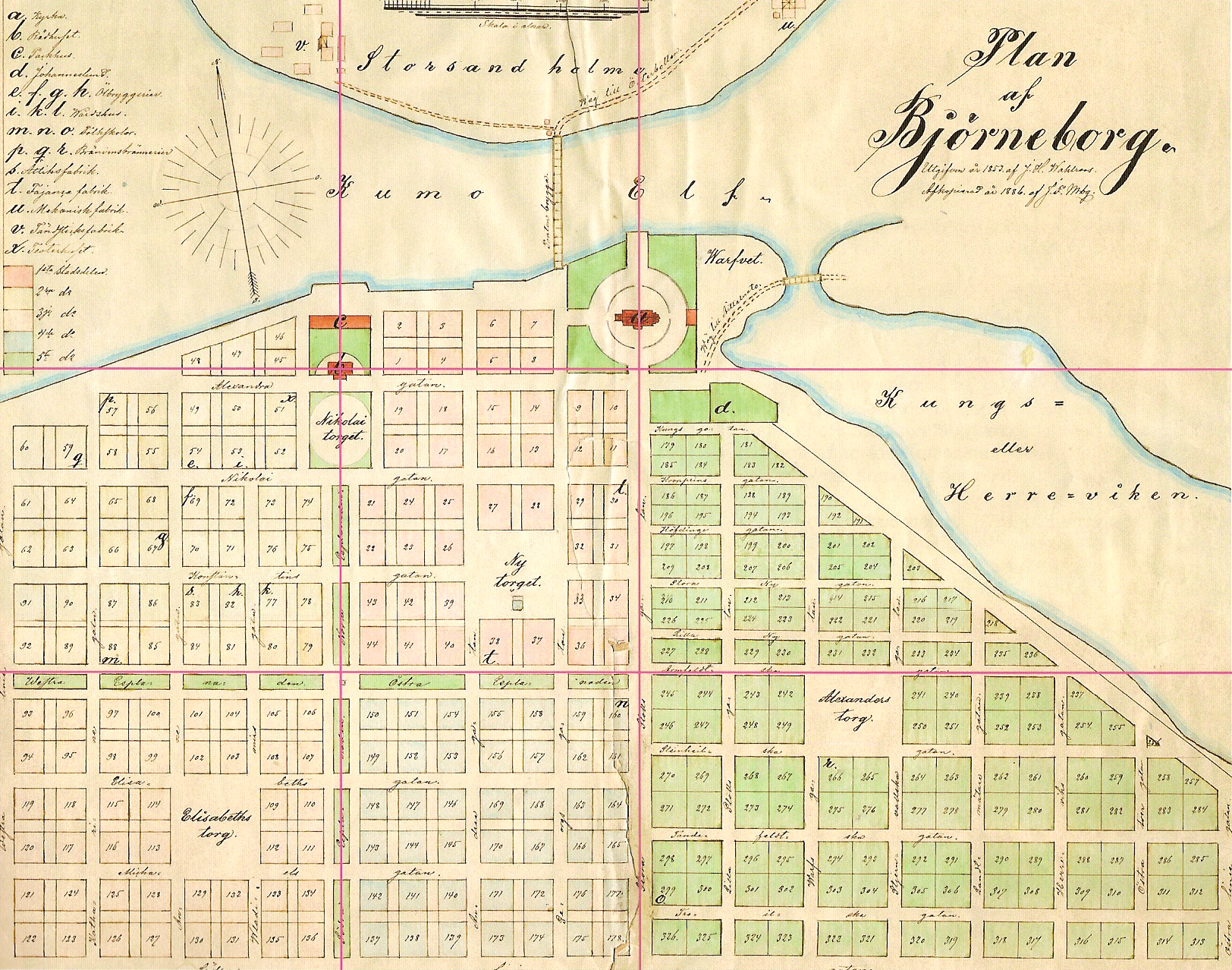
het nieuwe stadsplan ontworpen door Chiewitz

In totaal werd de stad negen maal getroffen door een grote brand, wat ermee te maken had dat nagenoeg alle gebouwen van hout waren gemaakt. Een verwoestende brand was in 1852, toen in één dag vrijwel de hele stad in as opging. Slechts een paar gebouwen, zoals het stadhuis dat van steen was gemaakt, bleven behouden. De stad werd vervolgens opgebouwd naar ontwerp van de stedenbouwkundige en architect Georg Theodor Chiewitz. De nieuwe stad werd ruimer van opzet, en werd verdeeld door een aantal elkaar kruisende brede boulevards, die bij een nieuwe brand als vuurbarrière zouden dienen.

## Bezienswaardigheden
- Käppärä Begraafplaats - Fins beschermd erfgoed
- Juselius Mausoleum - het enige mausoleum van Finland, gelegen op de Käppärä Begraafplaats
- Pori Jazz- elk jaar organiseert een van de grootste jazzmuziekevenementen in Europa

## Partnersteden
- Eger (Hongarije)
- Bremerhaven (Duitsland)

## Geboren in Pori
- Akseli Gallen-Kallela (1865-1931), schilder
- Birger Kaipiainen (1915-1988), ontwerper
- Miikka Toivola (1949-2017), voetballer
- Petri Sulonen (1963-2024), voetballer
- Saku Laaksonen (1970), voetballer
- Antti Sumiala (1974), voetballer
- Hermanni Vuorinen (1985), voetballer
- Petri Viljanen (1987), voetbalscheidsrechter

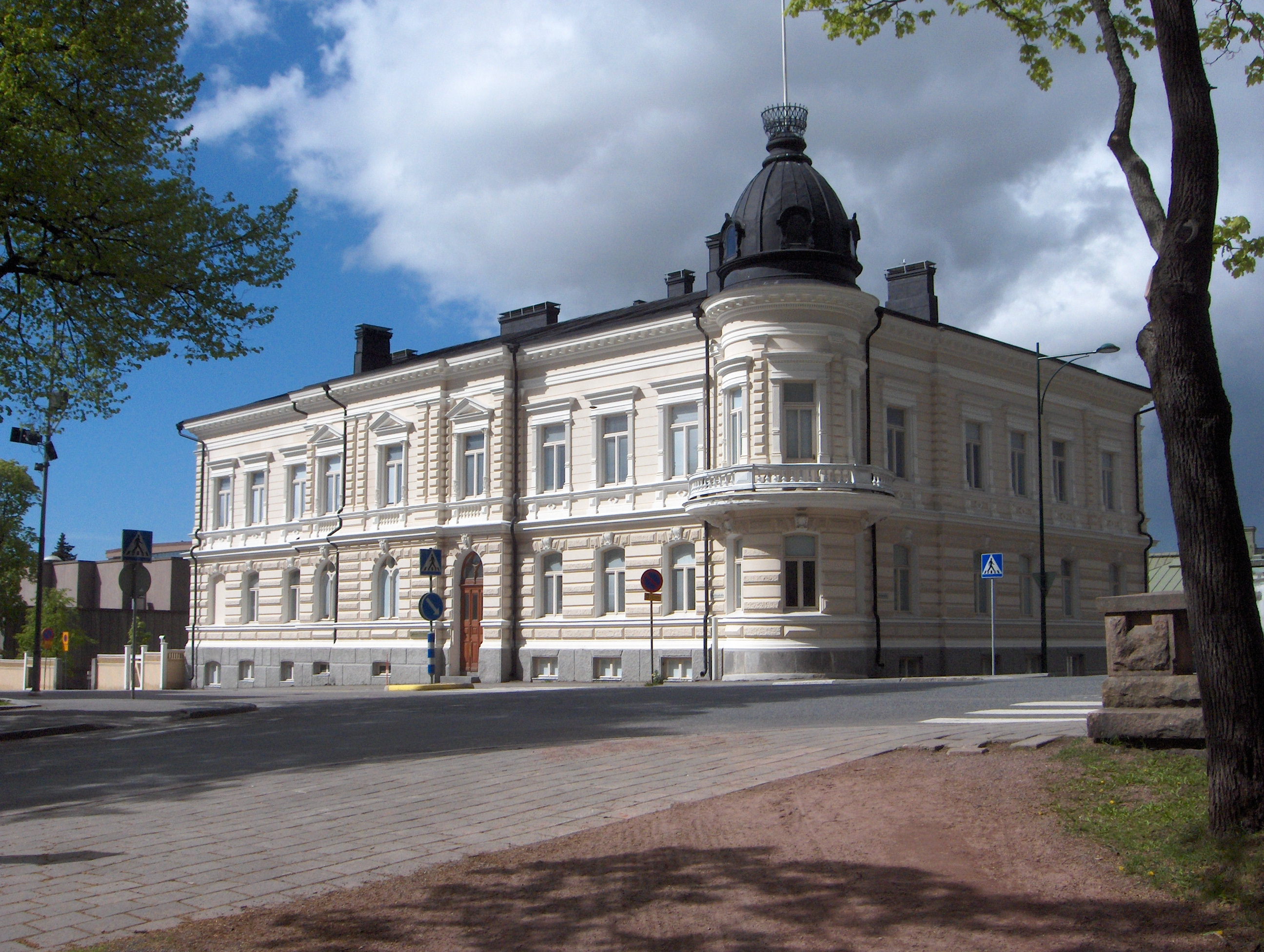
Kerkbureau